# Átalo (cunhado de Pérdicas)
Átalo foi um cunhado de Pérdicas, o primeiro regente do império de Alexandre após sua morte. Ele morreu durante as Guerras dos Diádocos.

## Família
Pérdicas, cujo pai se chamava Orontes, tinha um irmão, Alcetas, e uma irmã, Atalanta, casada com Átalo.
Ele teve algumas filhas.

## Comandante da frota
Possivelmente durante a regência de Pérdicas, Átalo recebeu o comando da frota macedônia.

## Rebelde
Após a morte de Pérdicas e a chegada de notícias sobre a vitória de Eumenes da Cárdia sobre Crátero e Neoptólemo, os macedônios sentenciaram à morte Eumenes e todos os partidários de Pérdicas, inclusive Alcetas. Vários amigos de Pérdicas foram assassinados, inclusive sua irmã Atalanta.
Quando Átalo soube da morte de Pérdicas e de Atalanta, ele levou a frota, que estava em Pelúsio, para Tiro. Arquelau, um macedônio que comandava a guarnição da cidade, a entregou para Átalo, junto com 800 talentos que Pérdicas havia entregue em confiança a Arquelau. Átalo fez de Tiro um refúgio para os amigos de Pérdicas que conseguiram escapar de Mênfis.
Enquanto Eumenes da Cardia negociava com Antígono Monoftalmo uma cessação de hostilidades, Antígono, que também estava planejando se livrar dos reis e de Antípatro, regente do império, consultou Antípatro, que resolveu atacar Alcetas e Átalo.

## Derrota e captura
No ano seguinte, quando Apolodoro era arconte de Atenas e Quinto Popílio e Quinto Póplio eram cônsules romanos, Antígono, após haver derrotado Eumenes, resolveu derrotar Alcetas e Átalo, os últimos amigos de Pérdicas que ainda tinham recursos e soldados para tentar tomar o poder.
Antígono atacou o exército de Alcetas, que estava na Pisídia, e o derrotou; Átalo, Dócimo e Polemão foram feitos prisioneiros, mas Alcetas escapou. Alcetas se refugiou em Termesso e foi traído pelos ancião da cidade, que o assassinaram.

## Fuga
No ano em que Demogenes foi arconte de Atenas, Lúcio Plótio e Mânio Fúlvio cônsules romanos e Agátocles tornou-se tirano de Siracusa, Átalo e os demais comandantes das forças de Pérdicas, Polemão, Dócimo, Antípatro e Filotas, eram mantidos prisioneiros em uma fortaleza, porém quando souberam que Antígono Monoftalmo estava levando uma expedição contra algumas satrapias, convenceram alguns guardas a libertá-los, pegaram em armas e atacaram os guardas.
Átalo e seus companheiros eram apenas oito, lutando contra quatrocentos soldados, porém graças à sua ousadia e destreza, e por terem servido sob Alexandre, eles capturaram o comandante dos guardas, Xenofeites, e o mataram, jogando-o do alto da muralha, e mataram ou expulsaram os demais guardas. Em seguida, eles coloram fogo no prédio, e, ao sair, receberam reforços, formando um grupo de cinquenta.
Dócimo recomendou que eles fugissem, mas Átalo disse que não poderia fugir, por sua condição física agravada pelo tempo que ficara preso. Nisto, chegaram tropas, mais de 3 mil homens, e os rebeldes foram, de novo, cercados.
Dócimo descobriu um caminho secreto e foi, com um companheiro, negociar com Estratonice, esposa de Antígono, que estava por perto, mas ele foi preso, e seu companheiro levou as forças para dentro da fortaleza. Mesmo com a desvantagem numérica, os seguidores de Átalo ainda resistiram ao cerco por um ano e quatro meses.

## Filhas
Suas filhas estavam no grupo que acompanhou Olímpia a Pidna; o grupo era formado do filho de Alexandre, Roxana, Tessalônica, filha de Filipe, Deidamia, irmã de Pirro, as filhas de Átalo e outros parentes de amigos de Olímpia.